# Saint-Julien-en-Genevois (quận)
Quận Saint-Julien-en-Genevois là một quận của Pháp, nằm ở tỉnh Haute-Savoie, ở Rhône-Alpes. Quận này có 7 tổng và 72 xã.

## Các đơn vị hành chính

### Các tổng
Các tổng của quận Saint-Julien-en-Genevois là: 
1. Annemasse-Nord
2. Annemasse-Sud
3. Cruseilles
4. Frangy
5. Reignier-Esery
6. Saint-Julien-en-Genevois
7. Seyssel

### Các xã
Các xã của quận Saint-Julien-en-Genevois, và mã INSEE là: 
| 1. Allonzier-la-Caille (74006)    | 2. Ambilly (74008)                  | 3. Andilly (74009)                   |
| 4. Annemasse (74012)              | 5. Arbusigny (74015)                | 6. Archamps (74016)                  |
| 7. Arthaz-Pont-Notre-Dame (74021) | 8. Bassy (74029)                    | 9. Beaumont (74031)                  |
| 10. Bonne (74040)                 | 11. Bossey (74044)                  | 12. Cercier (74051)                  |
| 13. Cernex (74052)                | 14. Challonges (74055)              | 15. Chaumont (74065)                 |
| 16. Chavannaz (74066)             | 17. Chessenaz (74071)               | 18. Chevrier (74074)                 |
| 19. Chilly (74075)                | 20. Chêne-en-Semine (74068)         | 21. Chênex (74069)                   |
| 22. Clarafond-Arcine (74077)      | 23. Clermont (74078)                | 24. Collonges-sous-Salève (74082)    |
| 25. Contamine-Sarzin (74086)      | 26. Copponex (74088)                | 27. Cranves-Sales (74094)            |
| 28. Cruseilles (74096)            | 29. Desingy (74100)                 | 30. Dingy-en-Vuache (74101)          |
| 31. Droisy (74107)                | 32. Feigères (74124)                | 33. Fillinges (74128)                |
| 34. Franclens (74130)             | 35. Frangy (74131)                  | 36. Gaillard (74133)                 |
| 37. Jonzier-Épagny (74144)        | 38. Juvigny (74145)                 | 39. La Muraz (74193)                 |
| 40. Le Sappey (74259)             | 41. Lucinges (74153)                | 42. Machilly (74158)                 |
| 43. Marlioz (74168)               | 44. Menthonnex-en-Bornes (74177)    | 45. Menthonnex-sous-Clermont (74178) |
| 46. Minzier (74184)               | 47. Monnetier-Mornex (74185)        | 48. Musièges (74195)                 |
| 49. Nangy (74197)                 | 50. Neydens (74201)                 | 51. Pers-Jussy (74211)               |
| 52. Présilly (74216)              | 53. Reignier-Esery (74220)          | 54. Saint-Blaise (74228)             |
| 55. Saint-Cergues (74229)         | 56. Saint-Germain-sur-Rhône (74235) | 57. Saint-Julien-en-Genevois (74243) |
| 58. Savigny (74260)               | 59. Scientrier (74262)              | 60. Seyssel (74269)                  |
| 61. Usinens (74285)               | 62. Valleiry (74288)                | 63. Vanzy (74291)                    |
| 64. Vers (74296)                  | 65. Ville-la-Grand (74305)          | 66. Villy-le-Bouveret (74306)        |
| 67. Viry (74309)                  | 68. Vovray-en-Bornes (74313)        | 69. Vulbens (74314)                  |
| 70. Vétraz-Monthoux (74298)       | 71. Éloise (74109)                  | 72. Étrembières (74118)              |